# Kościół św. Urszuli w Lichnowach
Kościół Świętej Urszuli – rzymskokatolicki kościół parafialny należący do parafii pod tym samym wezwaniem (dekanat Nowy Staw diecezji elbląskiej).
Jest to świątynia wzniesiona około 1350 roku, w latach 1875–1876 została gruntownie wyremontowana, w 1894 roku została spalona i wkrótce (w latach 1897 – 1898) została odbudowana. Po pożarze dachy uzyskały nową konstrukcję i zostały pokryte dachówką esówką, która w 1959 roku została wymieniona na dachówkę mnich-mniszka. Budowla reprezentuje styl gotycki, wybudowana została z cegły, jest kościołem orientowanym, salowym, zaprojektowanym na planie prostokąta. Posiada wydzielone, trochę węższe od korpusu, trójbocznie zamknięte prezbiterium. Do nawy od strony północnej jest dobudowana zakrystia. Od strony zachodniej znajduje się murowana wieża, nakryta ostrosłupowym, blaszanym dachem hełmowym, na szczycie dachu hełmowego jest umieszczona iglica z krzyżem i chorągiewką. Z kolei, nad wschodnią częścią nawy wznosi się ażurowa sygnaturka nakryta ośmiokątnym, blaszanym dachem hełmowym z iglicą. Wnętrze nakryte jest stropem płaskim drewniany, zakrystia sklepieniem gwiaździstym, a kruchta krzyżowym. Budowla jest jedną z najstarszych i najlepiej zachowanych świątyń gotyckich na obszarze Pomorza Gdańskiego.